# Galatia

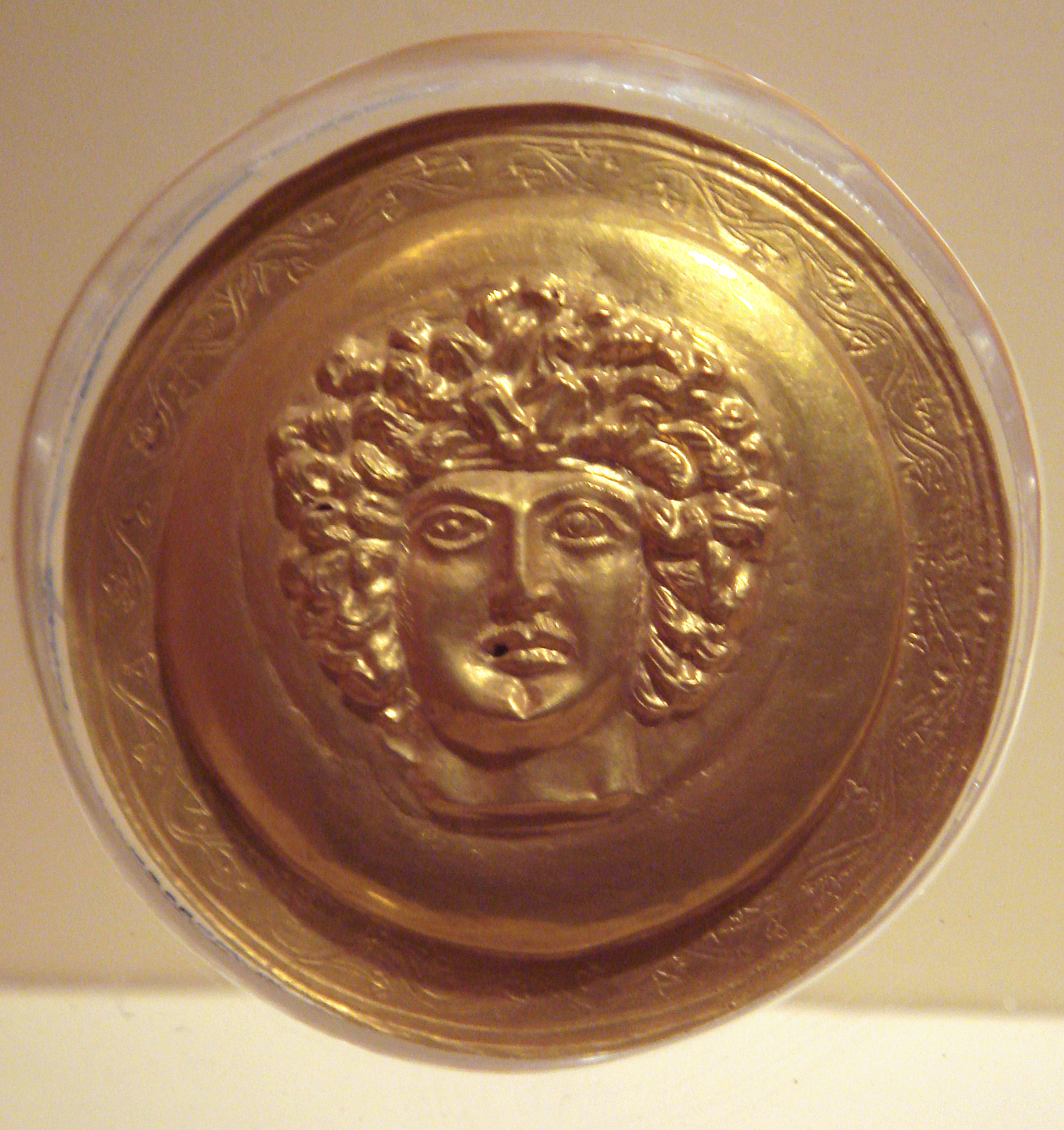
Galata arckép ábrázolás

Galatia; egyéb átírásokban Galácia vagy Gallograecia (görögül: Galatia, Gallogaicia)  ókori anatóliai régió és állam volt a mai Törökország középső részén. Ankara, Törökország mai fővárosa itt található.

## Etimológia
Neve  a a görög „Galli” szóból, illetve a kelta galaták görög nevéből (Γαλάται galátai) származik, akik i. e. 280 körül a Balkán területére szervezett kelta hadjáratok részeként átkeltek a Boszporuszon, majd végigdúlták Anatóliát is.
Lakói a kelták és a görögök keveréke voltak, ezért Francis Bacon és más reneszánsz írók „gallo-görögöknek”, az országot pedig „Gallogréciá”-nak nevezték.

## Történetük
Az i. e. 4. században kezdődtek meg a nagy kelta népvándorlások, amelyek hátterében feltehetően a túlnépesedés állhatott. Nagyszabású hadműveletekbe kezdtek, melyek során rövid időre még Rómát is elfoglalták, keleti irányú terjeszkedésük során pedig eljutottak egészen Anatóliáig.
A kalandozó kelta törzseket i. e. 230-ban I. Attalosz, Pergamon királya fékezte meg, és a Szangariosz folyótól a Kizil folyóig terjedő területet jelölte ki számukra tartózkodási helynek. Itt továbbra is háborús konfliktusokba kerültek a szomszédaikkal, ezért a magnesiai csata (i. e. 190) után a rómaiak Manlius Vulsót küldték leigázásukra. A római politikában később Pergamon sakkban tartására is felhasználták őket. A Római Birodalom Pontosz ellen viselt háborújában hűek maradtak Rómához.
A galaták lakóterületét kelta törzsi alapon osztották be, a népet három törzs alkotta: a tolistobohiusok, tectosagusok és a trocmusok. A törzsek elkülönülve éltek, és külön-külön voltak fővárosaik: Pessinus, Ancyra (a mai Ankara) és Tavium. A főváros körüli területeken, további négy részre tagozódtak és ennek megfelelően úgynevezett tetrarchák vezették őket. A három törzs közös tanácsa egy Drynemetum nevű hely mellett ülésezett, és döntött közös ügyekben (például gyilkosságok esetén).
Az ország i. e. 25-ben római provincia lett. A galaták az egész császárkoron keresztül megtartották kelta jellegüket, Szent Jeromos korában (3.–4. század fordulója) még kelta nyelven beszéltek, de a késő ókorra már beépültek Anatólia hellenisztikus civilizációjába.

## Vallás
Úgy tűnik, a galaták már korán átvették a fríg Sabazios égisten imádatát, aki a menny mindenható lovasaként tűnt fel. Az imádatát a frígek hozták Anatóliába, és tisztelete időnként konfliktusban állt a bennszülött Cybele anyaistennővel.
Sabiazost lóháton ülő harcosként ábrázolták, aki bottal vagy lándzsával hadonászik, és tapossa a káoszt jelképező világkígyót. A frígek hatalmas erejű háborús istenként hivatkoztak rá. A görögök Sabazioszt Zeusznak és Dionüszosznak egyaránt értelmezték és a róla készült ábrázolások még a római korig is mindig lóháton mutatták be, jellegzetes hatalmi botjával vagy lándzsájával.
A korai keresztények hittérítője, Pál apostol a régióba írta az egyik levelét, érvelve, hogy hite nem a régi istenek által képviselt üzenet. A galatákhoz írt levelében egyenesen a szabadság szeretetére hivatkozik, és többször is szembeállította a lélek Krisztus általi szabadságát a világi örömök hajszolása által kínált rabszolgasággal. Konkrétan említette a galatákhoz régóta kapcsolódó viselkedést és bűnöket, mint például a részegséget és tobzódást, a mágiát, a liberális szexualitást, a bálványimádást, és szembeállította a kereszténység erényeivel, az önmegtartóztatással és a bűnmentességgel.
Galácia már korán a régió egyik legfontosabb keresztény központjává nőtte ki magát. A kereszténység felváltotta a régi vallásukat, és a pogány templomokat keresztény templomokká alakították át.
A 9. században a muszlim inváziót követően a lakosság áttért az iszlámra, és a templomok mecsetekké váltak. Ekkorra már alig maradt meg valami Galatia eredeti kelta-görög kultúrájából.